# Bruno Junqueira
Bruno Junqueira (ur. 4 listopada 1976 roku w Belo Horizonte) – brazylijski kierowca wyścigowy. Mistrz międzynarodowej Formuły 3000, trzykrotny wicemistrz serii Champ Car.

## Życiorys

### Początki kariery
Junqueira zaczynał od startów na gokartach w Brazylii, a następnie w południowoamerykańskiej Formule 3. Po zwycięstwie w tej serii w 1997 roku przeniósł się do międzynarodowej Formuły 3000. Był też kierowcą testowym zespołu Formuły 1 – Williamsa. W 2000 roku był bliski podpisania z tym zespołem kontraktu na starty w Formule 1, jednak Williams ostatecznie wybrał Jensona Buttona. W tej sytuacji Junqueira wystartował w kolejnym sezonie Formuły 3000 i zdobył tytuł mistrzowski tej serii.

### CART/Champ Car
W 2001 roku Junqueira wystartował w serii CART w utytułowanym zespole Chipa Ganassiego. Nie był to dla niego zbyt udany sezon (16. miejsce w klasyfikacji), jednak udało mu się w nim odnieść swoje pierwsze zwycięstwo (14. wyścig sezonu na torze Road America). Kolejny sezon był bardziej udany – drugie miejsce w klasyfikacji i dwa zwycięstwa w sezonie.
W sezonie 2003 Ganassi przeniósł swój zespół do Indy Racing League, a Junqueira dołączył do zespołu Newman/Haas Racing i zdobył dwa kolejne tytuły wicemistrzowskie. W 2005 roku miał bardzo dobry początek sezonu (trzecie miejsce i zwycięstwo), jednak wypadek podczas wyścigu Indianapolis 500 podczas którego odniósł kontuzję sprawił, że do końca sezonu nie wystartował już w żadnym wyścigu. Jego zastępcą został Oriol Servià i został wicemistrzem w tym sezonie.
W 2006 roku Junqueira ponownie wystartował w zespole Newman/Haas, jednak był to pierwszy sezon w którym nie odniósł zwycięstwa i ukończył rywalizację dopiero na piątym miejscu, kiedy jego kolega z zespołu Sébastien Bourdais po raz trzeci z rzędu zdobył tytuł mistrzowski. W 2007 roku na miejsce Brazylijczyka zespół Newman/Haas zatrudnił młodego Grahama Rahala, a Junqueira wystartował w zespole Dale Coyne Racing, który nie należał do czołówki serii Champ Car. Jednakże Junqueira zajmował regularnie wysokie miejsca (11 razy w pierwszej dziesiątce na 14 wyścigów w sezonie), trzykrotnie stawał na podium i ostatecznie zajął siódme miejsce w klasyfikacji sezonu.

### IndyCar Series
Przed rozpoczęciem sezonu 2008, seria Champ Car połączyła się z konkurencyjną Indy Racing League. Bruno Junqueira wystartował w zespole Dale Coyne Racing w połączonej serii. Początki nie były łatwe, tylko dwukrotnie udało mu się ukończyć wyścig w pierwszej dziesiątce, a w klasyfikacji końcowej sezonu zajął 20. miejsce. W 2009 roku nie znalazł dla siebie zatrudnienia, ale pojawiła się możliwość startu w Indianapolis 500 w zespole Conquest Racing. W kwalifikacjach zajął 30. miejsce, jednak zespół zdecydował o zastąpieniu go podstawowym kierowcą zespołu – Alexem Taglianim, któremu nie udało się zakwalifikować swoim nominalnym samochodem.

## Wyniki

### Indianapolis 500
| Rok  | Nadwozie | Silnik     | Start | Wynik | Uwagi                                             |
| ---- | -------- | ---------- | ----- | ----- | ------------------------------------------------- |
| 2001 | G-Force  | Oldsmobile | 20    | 5     |                                                   |
| 2002 | G-Force  | Chevrolet  | 1     | 31    | Skrzynia biegów                                   |
| 2004 | G-Force  | Honda      | 4     | 5     |                                                   |
| 2005 | Panoz    | Honda      | 12    | 30    | Wypadek                                           |
| 2008 | Dallara  | Honda      | 15    | 20    |                                                   |
| 2009 | Dallara  | Honda      |       |       | Zastąpiony po kwalifikacjach przez A. Tagliani    |
| 2010 | Dallara  | Honda      | 25    | 32    | Wypadek                                           |
| 2011 | Dallara  | Honda      |       |       | Zastąpiony po kwalifikacjach przez R. Hunter-Reay |

### Podsumowanie
| Sezon     | Seria                        | Zespół                             | Starty | PP | Zwyc. | Punkty | Pozycja |
| --------- | ---------------------------- | ---------------------------------- | ------ | -- | ----- | ------ | ------- |
| 1997      | Formuła 3 Sudamericana       | PropCar                            | 12     | 9  | 6     | 171    | 1.      |
| 1998      | Formuła 3000                 | Draco Engineering                  | 12     | 0  | 0     | 3      | 18.     |
| 1999      | Formuła 3000                 | Den Blå Avis/Petrobras Junior Team | 9      | 1  | 1     | 20     | 5.      |
| 2000      | Formuła 3000                 | Petrobras Junior Team              | 10     | 2  | 4     | 48     | 1.      |
| 2001      | CART                         | Chip Ganassi Racing                | 20     | 1  | 1     | 68     | 16.     |
| 2001      | Indy Racing League           | Chip Ganassi Racing                | 1      | 0  | 0     | 30     | 37.     |
| 2002      | CART                         | Chip Ganassi Racing                | 19     | 4  | 2     | 164    | 2.      |
| 2002      | Indy Racing League           | Chip Ganassi Racing                | 1      | 1  | 0     | 1      | 51.     |
| 2003      | CART                         | Newman/Haas Racing                 | 18     | 2  | 2     | 199    | 2.      |
| 2004      | Champ Car                    | Newman/Haas Racing                 | 14     | 1  | 2     | 341    | 2.      |
| 2004      | IRL IndyCar Series           | Newman/Haas Racing                 | 1      | 0  | 0     | 30     | 28.     |
| 2005      | Champ Car                    | Newman/Haas Racing                 | 2      | 0  | 1     | 59     | 19.     |
| 2005      | IRL IndyCar Series           | Newman/Haas Racing                 | 1      | 0  | 0     | 10     | 36.     |
| 2006      | Champ Car                    | Newman/Haas Racing                 | 14     | 1  | 0     | 219    | 5.      |
| 2006/2007 | A1 Grand Prix                | A1 Team Brazil                     | 6      | 0  | 0     | 9      | 18.     |
| 2007      | Champ Car                    | Dale Coyne Racing                  | 14     | 0  | 0     | 233    | 7.      |
| 2007/2008 | A1 Grand Prix                | A1 Team Brazil                     | 4      | 0  | 0     | 44     | 14.     |
| 2008      | IRL IndyCar Series           | Dale Coyne Racing                  | 17     | 0  | 0     | 256    | 20.     |
| 2010      | IRL IndyCar Series           | FAZZT Racing Team                  | 1      | 0  | 0     | 13     | 39.     |
| 2011      | American Le Mans Series (GT) | JaguarRSR                          | 8      | 0  | 0     | 6      | 26.     |
| 2011      | IRL IndyCar Series           | A.J. Foyt Enterprises              | 0      | 0  | 0     | 4      | 47.     |
| 2012      | American Le Mans Series (PC) | RSR Racing                         | 10     | 3  | 1     | 118    | 3.      |
| 2012      | IRL IndyCar Series           | Sarah Fisher Hartman Racing        | 1      | 0  | 0     | 12     | 35.     |
| 2013      | American Le Mans Series (PC) | RSR Racing                         |        |    |       |        |         |